# Andrenosoma atrum
Andrenosoma atrum là một loài ruồi trong họ Asilidae. Andrenosoma atrum được Linnaeus miêu tả năm 1758.